# Метью Шепард
Метью Уейн Шепард (англ. Matthew Wayne Shepard, 1 грудня 1976 року, Каспер, Вайомінг, США — 12 жовтня 1998 року (21 рік), Форт-Коллінс, Колорадо, США) — американський студент, жертва злочину на ґрунті ненависті до гомосексуалів, що став символом боротьби з гомофобією, насильством і забобонами щодо ЛГБТ-людей. Його вбивство в 1998 році викликало широкий резонанс і привернуло увагу громадськості до проблем ЛГБТ-спільноти. Згодом в США був прийнятий «Акт Метью Шепарда і Джеймса Берда-молодшого», що розширив законодавче визначення злочинів на ґрунті ненависті.

## Біографія
Старший син Денніса і Джуді Шепард, Метью Уейн народився 1 грудня 1976 року в місті Каспер, штат Вайомінг. Він з'явився на світ недоношеним і вижив завдяки старанням лікарів. Мет навчався у початковій школі Хрест-Хілл, потім у школі Діна Моргана і два роки в коледжі округу Натрона. Після цього Шепард їде в Європу — подорожує, вивчає італійську і німецьку мови і, в 1995 році закінчує американську школу в Лугано (TASIS). Повернувшись до США, він вчиться в коледжі в Катоба (Північна Кароліна), потім в Каспері, а в 1998 році йде на перший курс бакалавр ІАТА з політології та міжнародних відносин в Університеті Вайомінгу в Ларамі. Його батьки в цей час знаходяться в Саудівській Аравії, де Денніс Шепард працює в нафтовій компанії «Saudi Aramco».
«Метью дуже прив'язаний до сім'ї: він люблячий син, брат і онук, з ним наше життя набагато багатше і повніше. Життя Метью проходила в постійній боротьбі: він передчасно народився, і, будучи дуже слабким немовлям, зробив все для того, щоб вижити. Від природи Метью був невеликого зросту, але коли ми згадуємо, наскільки шанобливо він ставився до оточуючих, то уявляємо його гігантом. Ми знаємо, що Метью мріяв зробити кращим життя хоча б однієї людини. У нього це вже вийшло. І це та єдина його міра успіху, до якого він завжди так прагнув.»
З ранніх років Метью цікавився мистецтвом, у школі і коледжі грав у театральних постановках, займався футболом, плаванням, бігом, лижним спортом і танцями. За словами рідних, Метью знав, що він «далеко не найкращий спортсмен у світі», але любив змагальний дух і брав участь у спортивних змаганнях лише з азарту. Разом з батьками він був прихожанином Єпископальної церкви Святого Марка. Крім цього, Шепард був екологічним активістом і навіть обирався студентським представником до Ради з охорони навколишнього середовища штату Вайомінг.
За спогадами близьких, Метью був добрим, чуйним, товариським, вмів прихиляти до себе людей, легко заводив друзів, завжди був готовий допомогти. При цьому він був довірливим, наївним, бачив в оточуючих тільки хороше. Метью виступав за рівність і визнання відмінностей між людьми. Також знайомі Шепарда відзначали його розум, ерудицію, живий гумор. Шепард був гомосексуалом, часто відвідував гей-бари, був членом місцевої ЛГБТ-групи, де познайомився з активісткою Ромейн Паттерсон. Він був досить відкритим у питанні сексуальності, і якщо зустрічав людину, яка здавалася йому спокійною і доброзичливою, міг розповісти про свою орієнтацію.
Втім, назвати життя Шепарда безпроблемним не можна. За три роки до вбивства він зазнав жорстокого нападу під час туристичної поїздки в Марокко. Якось вночі Метью не міг заснути і пішов прогулятися на вулицю, де до нього причепилася банда марокканців, які зґвалтували його, побили і пограбували. Після цього Шепард став схильним до депресії, приступів паніки і нічних кошмарів. За деякими повідомленнями, він був ВІЛ-інфікованим і навіть задумувався про самогубство, однак патологоанатом, який проводив розтин, заявив, що обстеження не виявило ознак зараження ВІЛ.

## Вбивство
6 жовтня 1998 року члени університетського ЛГБТ-альянсу Ларамі зібралися, щоб розробити план заходів на наступний тиждень, головним з яких мала стати дискусія на тему «Наскільки безпечно бути відкритим геєм у Вайомінгу». Після зустрічі з товаришами Метью Шепард вирішив піти до місцевого бару. Він запрошував друзів піти з ним, але ті відмовилися, попередивши його про небезпеку нічних прогулянок.
Незабаром після опівночі, 7 жовтня, Метью познайомився в барі з 21-річним Расселлом Хендерсоном і 22-річним Аароном Мак-Кінні. Хлопці здалися Шепарду приємними, і він розповів їм про себе. У відповідь на це хлопці сказали, що вони також геї. Згодом, намагаючись зрозуміти, як Шепард міг піти з бару з двома сумнівними незнайомцями, друзі категорично відкинули ймовірність того, що Метью спокусився випадковим зв'язком. Він був не з тих, хто міг зайнятися сексом з малознайомими людьми. За словами Мак-Кінні, Метью попросив їх підвезти його додому, мотивуючи це тим, що він сильно п'яний.
Коли Шепард сів у машину хлопців, Мак-Кінні ударив його пістолетом по голові. Вони з Хендерсоном відвезли Метью за місто, в безлюдне місце, де прив'язали його до огорожі, сильно побили, пограбували і залишили помирати на холоді. Злочинці також дізналися адресу Метью і мали намір пограбувати його будинок, але були арештовані перш, ніж встигли здійснити задум. Повертаючись до міста, вони вплуталися ще в одну бійку, і їх затримав поліцейський. Зробивши обшук машини, він виявив закривавлений пістолет, чужі речі та гаманець і припустив, що ці двоє здійснили щось ще.
Через 18 годин Шепарда випадково побачив проїжджаючий повз велосипедист. Метью був ще живий, але настільки жорстоко побитий, що чоловік спочатку прийняв висяче, прив'язане до паркану тіло за неживий предмет — городнє опудало. Метью відвезли в лікарню Падре Веллі в Форт-Коллінсі, штат Колорадо. Він мав перелом кісток черепа від основи до переднього краю правого вуха, важке ушкодження стовбура мозку та органів черевної порожнини, а також безліч дрібних ран і саден на голові, обличчі, шиї і грудях. Травми були настільки важкими, що лікарі не стали його оперувати. Шепарда підключили до апарату штучної вентиляції легенів, і п'ять днів потому, 12 жовтня, о 12:53 він помер, так і не прийшовши до тями.

## Розслідування та суд
Відразу після нападу на Метью його друзі і місцеві ЛГБТ-активісти заявили поліції, що він був геєм, напад був явно скоєно на ґрунті гомофобії, і вони не дозволять ігнорувати цей факт. Вони привернули до того, що сталося, увагу ЗМІ і влаштовували пікети з вимогою чесного і об'єктивного розслідування. Суд проходив в обстановці безпрецедентного політичного тиску з боку як гей-активістів, так і їх противників. Баптистська церква Уестборо Фреда Фелпса влаштовувала пікети біля будівлі суду, вимагаючи пом'якшити покарання вбивцям і не засуджувати їх до смертної кари. При цьому члени організації тримали в руках плакати: «Matthew is now in Hell» (Метью зараз в пеклі), «God Hates Fags» (Бог ненавидить підорів), «God Hates Fag Enablers» (Бог ненавидить пособників підарів), «Fags Doom Nation» (Підори прирікають націю) та інші подібні написи. З цими ж гаслами вони пікетували кладовище під час похорону Шепарда. Активісти ЛГБТ-руху намагалися домогтися того, щоб муніципалітет Ларамі заборонив організації Фреда Фелпса проводити свої пікети. Однак міський суд ухвалив, що, згідно Першої поправки до Конституції США, яка гарантує всім громадянам свободу слова, ніхто не вправі забороняти Фелпсу і його активістам висловлювати свою точку зору, тим більше що вона мотивована їх релігійними переконаннями. Тоді подруга Метью Ромейн Паттерсон і організований нею рух «Білі ангели» застосували іншу тактику: одягнувшись в білі балахони з рожевими трикутниками, вони кільцем оточили гомофобів, ізолювавши їх від преси та публіки і зробивши невидимим з вікон суду їх протест. Схожу тактику вони застосовували і пізніше, але влада, побоюючись зіткнень, незабаром постановила, що сторони повинні проводити свої акції в різних місцях. Напруга була настільки сильною, що на прощанні з сином Денніс Шепард був в куленепробивному жилеті, оскільки існували побоювання, що радикальні противники геїв можуть зазіхнути на його життя. Кел Реруча, обвинувач на процесі, з жалем згадував: «Найсумніше, що ці люди не дали поховати Метью з гідністю. Я ніколи не бачив людей, в яких настільки багато ненависті».
Вбивці Расселл Артур Хендерсон і Аарон Джеймс Мак-Кінні виросли в проблемних сім'ях. Хендерсон виховувався без батька і рано набув потяг до алкоголю. Батько Мак-Кінні рідко з'являвся вдома і, зрештою, розлучився з його матір'ю, яка пізніше померла через лікарську помилку. Аарон отримав 100 000 доларів як компенсацію, але більшу частину грошей витратив на автомобілі і наркотики, оскільки до 18 років вже мав серйозну метамфетамінну залежність. Колишня дівчина Мак-Кінні Крістін Прайс і один з його друзів заявили, що Аарон був бісексуалом і тому не відчував ненависті до представників секс-меншин, але сам обвинувачений категорично спростував припущення про будь-які зв'язки з чоловіками, сказавши, що ставиться до цього з гидливістю і відразою.
Відразу після арешту злочинці зв'язалися зі своїми подругами і попросили дати їм алібі. Дівчата спочатку підтверджували їхні свідчення, але коли дізналися, що Шепард не просто побитий, а помер від отриманих травм, і що їм загрожує звинувачення в співучасті у вбивстві, а також у наданні неправдивих свідчень, відкликали алібі і виступили проти обвинувачених. Мак-Кінні і Хендерсон спробували виправдати свої дії «гей-панікою». Вбивці звинуватили Шепарда в сексуальних домаганнях, які нібито довели їх до стану афекту, внаслідок чого вони не контролювали свої дії.  Судово-психіатрична експертиза показала, що обоє підсудних були повністю адекватні на момент скоєння злочину і усвідомлювали свої вчинки. Також обвинувачені не змогли пояснити, чому вони пограбували свою жертву і мали намір влізти в будинок Шепарда, якщо знаходилися в стані афекту, викликаного гей-панікою. Коли ця версія провалилась, Хендерсон і Мак-Кінні стали стверджувати, що хотіли тільки пограбувати Метью, але не вбивати, а мотивом для нападу була не гомофобія, а жадання наживи і неконтрольована агресивність, викликана наркотиками. Проте слідство встановило, що того дня вони не знаходилися під дією наркотиків. Крім того, з'ясувалося, що обвинувачені і раніше неодноразово висловлювали бажання «побити якогось гея». Керівник розслідування вбивства сержант Роб Де Брі заявив, що все могло розпочатися зі звичайного грабунку, але решта дій злочинців пов'язані з тим, що Мет був геєм. Коли перед Расселлом Хендерсоном постала загроза бути засудженим до смертної кари за вбивство з особливою жорстокістю, він у всьому зізнався і дав детальні свідчення проти подільника в обмін на збереження свого життя. Після цього зізнався і Мак-Кінні.
Батьки Метью попросили суд зберегти злочинцям життя в пам'ять про сина. Вони сказали, що хочуть залікувати свої душевні рани, проявивши гуманність до тих, хто відмовив Мету в милосерді, коли той благав про пощаду. Ще однією причиною такого рішення було бажання, щоб сидячи у в'язниці без шансів на звільнення, вбивці щодня думали про те, що вчинили. Шепарди залишилися твердими у своєму намірі, попри те, що події, які сталися, позбавили Денніса не лише сина, але і батька. Дід Метью пішов з життя через три тижні після онука, не винісши того, що стався. Расселл Хендерсон і Аарон Мак-Кінні були засуджені судом присяжних до двох довічних ув'язнень кожен без права на дострокове звільнення.

## Наслідки
«Я глибоко засмучений актом насильства проти Метью Шепарда. Не існує нічого більш важливого для майбутнього цієї країни, ніж наша спільна єдність у боротьбі з нетерпимістю, забобонами і фанатизмом. Конгресу ще не пізно прийняти Закон про злочини на ґрунті ненависті, який би запобігав подібному в майбутньому. Це могло б зробити життя всіх американців більш безпечним»

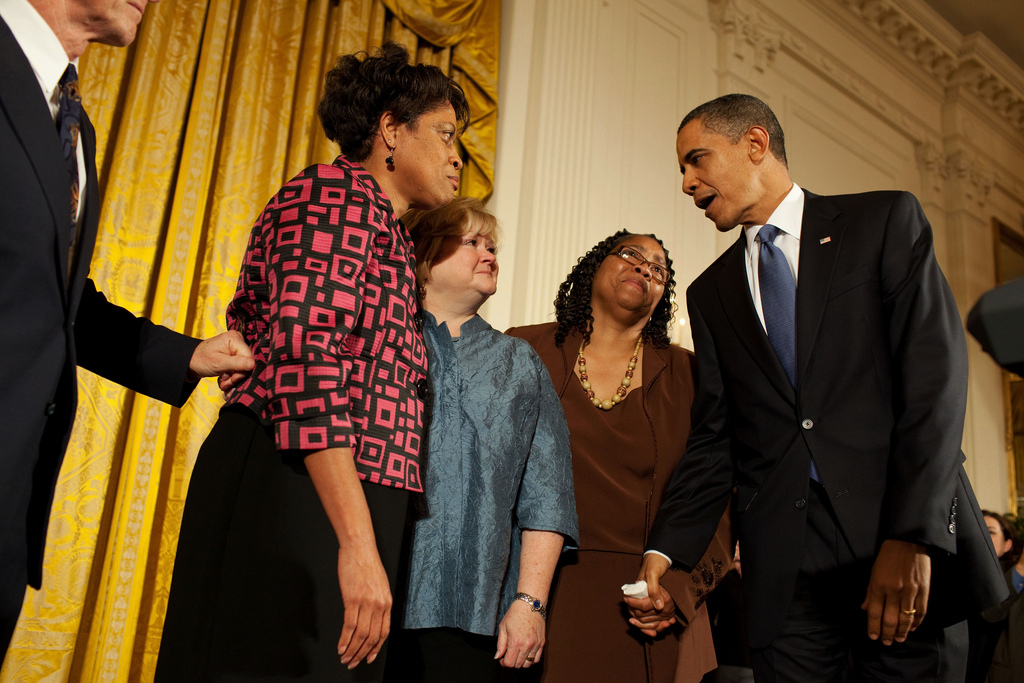
Барак Обама та Джуді Шепард (третя праворуч) на вечорі після підписання закону.

Напад на Метью Шепарда викликав обурення багатьох людей у США та інших країнах і поклав початок громадському руху за включення сексуальної орієнтації і гендерної ідентичності в число мотивів, за якими здійснюються злочини на ґрунті ненависті. Такі закони були прийняті в ряді штатів США. Відповідні поправки в загальнонаціональне законодавство намагався провести Білл Клінтон, однак вони були відхилені Конгресом. Наступний президент, Джордж Буш-молодший, сам був противником поправок, і під час його правління закон також не був змінений. Зрештою, в 2009 році «Акт Метью Шепарда і Джеймса Берда-молодшого», який прирівнює гомофобію, трансфобією і сексизм як мотиви для нападів до расизму і націоналізму, був затверджений законодавцями і 28 жовтня підписаний Бараком Обамою.
Денніс і Джуді Шепард, які за життя сина так і не змогли до кінця прийняти його гомосексуальність, після того, що сталося стали учасниками руху за права секс-меншин. Вони підтримали об'єднання батьків геїв і лесбійок і заснували «Фонд Метью Шепарда» (англ. Matthew Shepard Foundation), який нагороджує діячів мистецтва, які в своїй творчості зачіпають тему толерантності. Батьки Мета дали безліч інтерв'ю та публічних лекцій про необхідність терпимого ставлення до гомосексуалів. Ромейн Паттерсон також стала активісткою ЛГБТ-руху та створила сайт, один з розділів якого повністю присвячений її другу Метью. Власник ділянки землі, де стояв паркан, до якого прив'язали Мета, поставив на цьому місці пам'ятник Шепарду, а телеведуча і актриса Еллен Дедженерес провела церемонію пам'яті Метью в Вашингтоні. У 2008 році в присутності губернатора Дейва Фройдентала було встановлено пам'ятник у Вайомінгському університеті. Фред Фелпс намагався створити в центральному парку Ларамі меморіал з висіченими на ньому словами про те, що Шепард горить в пеклі, що божа кара спіткає всіх геїв, і цитатами з Біблії на відповідну тему. Це викликало різкий протест у суспільстві, і міська рада відмовила гомофобам у зведенні пам'ятника, який пропагує ненависть. Після цього Фелпс створив його віртуальний аналог на своєму сайті.
Про трагедію знято фільми «Історія Метью Шепарда», «Анатомія злочину на ґрунті ненависті» і «Проект Ларамі». Останній заснований на однойменній театральній постановці, яка пізніше отримала продовження у виставі «Проект Ларамі. 10 років потому». Метью за життя можна побачити в короткому інтерв'ю в документальній стрічці про сенатора-гомофоба Джессі Гелмса «Дорогий Джессі».
Пам'яті Мета присвячено безліч пісень, серед яких «Scarecrow» Меліси Етерідж, «American Triangle» Елтона Джона, «M. Shepard» хард-рок гурту «Thursday», «What Matters» Ренді Дрісколла, «Fear and Loathing in Laramie» групи «Protest the Hero», «Above the Clouds» Сінді Лопер, «The Ballad of Matthew Shepard» Брайана Хаустон, «God Loves Everyone» Рона Сексміта, «And Sadness Will Sear» групи «Trivium», «Cheyenne» групи «Good Riddance», «Trouble the Waters» групи «Big Country», «Merman» Торі Еймос та інші.
Врешті-решт право на рівний шлюб тепер доступне жителям штату Вайомінг, де більше 16 років тому трапилось вбивство Метью Шепарда, після того як офіційні чиновники повідомили про те, що вони не будуть продовжувати захищати закон, який забороняє людям гомосексуальної чи бісексуальної орієнтації вступати у шлюб. Вайомінг став 32 штатом, у якому дозволена рівність шлюбів..

### Згадки
- Американський співак Джефрі Стар зробив тату на лівій лопатці із обличчям Метью Шепарда.